# Захаров, Василий Антонович
Василий Антонович Захаров (30.03.1895 — 13.01.1976) — советский военный деятель. Участник Первой мировой войны, Гражданской войны в России, Великой Отечественной войны Генерал-майор авиации (19.08.1944)

## Биография
Родился 30 марта 1895 года в селе Плешки, Зарайского района, Московской области. Из крестьян. В 1914 году закончил Реальное училище

### В РИА
В службу вступил юнкером рядового звания в школу прапорщиков (Алексеевское военное училище) в г. Москва. Произведён в офицеры в мае 1915 года. Выпущен прапорщиком в 138-й пехотный Болховский полк. Участник боевых действий на фронтах Великой войны. Ранен 03.09.1916 под д. Ярославице. В 1917 году в чине штабс-капитана на должности ученика-лётчика Гатчинской авиационной школы

### В РККА
В июле 1918 года оканчивает Московскую авиационную школу и направляется в Калужскую авиагруппу на должность красвоенлёта (красный военный лётчик).
С апреля 1920 по октябрь 1928 года командир отряда в строевых частях авиации и в Серпуховской школе воздушных стрелков и бомбомётчиков (Высшей военной авиационной школы воздушной стрельбы и бомбометания).
В 1928 году слушатель Курсов Усовершенствования Начальствующего состава Военно-Воздушной Академии имени Н. Е. Жуковского.
С мая 1929 по 1937 год находится на должностях командира эскадрильи, командира бригады, начальника аэроклубного сектора Управления Авиации.

## Репрессии
В 1937 году как офицер старой армии арестован и осужден. Жена и дочь отнесены к «членам семьи врага народа». Срок отбывал на лесозаготовке.
В 1940 году реабилитирован с восстановлением воинского звания.
Назначен начальником курса штурманского факультета Военной Академии командного и штурманского состава ВВС Красной Армии. В мае 1941 года назначен начальником штурманского факультета. В ноябре 1942 года прибыл в Йошкар-Олу на должность Помощника Начальника по строевой части Ленинградской Военно-Воздушной Академии.
Приказом Министра Вооружённых Сил уволен с военной службы 15 февраля 1950 года.
Скончался 13 января 1976 года в Санкт-Петербурге. Похоронен в Санкт-Петербурге на Северном кладбище.

## Чины и звания
- прапорщик, с мая 1915 года
- Поручик
- Штабс-капитан (ВП от 01.06.1916 г.; ст. 30.09.1915 г.: на осн. Прик. по воен. вед. 1915 г. № 681, ст. 1.);
- Комбриг (17.01.1936 г.)
- полковник

## Награды
- Орден Святой Анны II степени (1916)
- Орден Святой Анны III степени (1915)
- Орден Святой Анны IV степени с надписью «За храбрость» (1917)
- Орден Святого Станислава II степени (1916)
- Орден Святого Станислава III степени (1915)

- Орден Красного Знамени 24.06.1948[4]
- Орден Красного Знамени 19.02.1962[5]
- Орден Красного Знамени 03.11.1944[6]
- Орден Ленина 30.04.1945[7]
- Орден Отечественной войны II степени 18.08.1945[8]
- Медаль «За победу над Германией в Великой Отечественной войне 1941—1945 гг.»09.05.1945[9]
- Юбилейная медаль «20 лет РККА»